# مریلین مک کورد آدامز
مریلین مک کورد آدامز (انگلیسی: Marilyn McCord Adams; ۱۲ اکتبر ۱۹۴۳ – ۲۲ مارس ۲۰۱۷) فیلسوف، الهی‌دان، و کشیش انگلیکان  اهل ایالات متحده آمریکا بود. تخصص وی در حوزه های فلسفه دین، الهیات، و فلسفه قرون وسطی بود.
وی همچنین برندهٔ جوایزی همچون کمک‌هزینه گوگنهایم شده‌است.